# قرار مجلس الأمن التابع للأمم المتحدة رقم 851
قرار مجلس الأمن التابع للأمم المتحدة رقم 851، المتخذ بالإجماع في 15 تموز / يوليو 1993، بعد إعادة التأكيد على القرارات 696 (1991)، 747 (1992)، 785 (1992)، 793 (1992)، 804 (1993)، 811 (1993)، 823 (1993) و834 (1993)، أشار المجلس إلى استمرار تدهور الوضع في أنغولا ومدد ولاية بعثة الأمم المتحدة الثانية للتحقق في أنغولا حتى 15 سبتمبر 1993، لمناقشة عملية السلام في البلاد.
بدأ القرار بالترحيب بالبيانات والإعلانات الصادرة عن منظمة الوحدة الأفريقية والبرتغال وروسيا والولايات المتحدة والمؤتمر العالمي لحقوق الإنسان في فيينا، النمسا. ومع ذلك، كان هناك قلق بشأن تعليق محادثات السلام، والافتقار إلى وقف إطلاق النار، وتدهور الوضع السياسي والعسكري والإنساني في البلاد. وحظيت الجهود التي يبذلها الأمين العام بطرس بطرس غالي وممثلته الخاصة مارغريت أنستي من أجل إنهاء الأزمة من خلال المفاوضات بالدعم، مما يؤكد أهمية استمرار وجود الأمم المتحدة في أنغولا.
وأكد المجلس من جديد استعداده لتوسيع وجود الأمم المتحدة بشكل كبير في البلد في حالة إحراز تقدم كبير في عملية السلام. وطالب أيضاً يونيتا بقبول نتيجة انتخابات عام 1992 والالتزام باتفاقية السلام. وأدينت جميع الأعمال العسكرية المستمرة التي تقوم بها يونيتا والتي أدت إلى إلحاق الأذى بالسكان المدنيين والاقتصاد الأنغولي وكذلك المحاولات المتكررة للاستيلاء على أراضي إضافية وعدم انسحاب القوات. وأوضح المجلس أن مثل هذه الانتهاكات تتعارض مع اتفاقات السلام، مشدداً على ضرورة استئناف وقف إطلاق النار على الفور وتنفيذ اتفاق السلام وقرارات مجلس الأمن ذات الصلة. في غضون ذلك، تم حث جميع الدول على عدم تقديم دعم عسكري ليونيتا يمكن أن يضر بعملية السلام.
ذكر مجلس الأمن أنه سينظر في اتخاذ مزيد من الإجراءات بموجب ميثاق الأمم المتحدة، بما في ذلك فرض حظر إجباري على توريد الأسلحة إلى يونيتا، ما لم يبلغ الأمين العام بحلول 15 أيلول / سبتمبر 1993 عن احترام وقف إطلاق النار والتوصل إلى اتفاق بشأن تنفيذ اتفاق السلام وقرارات مجلس الأمن ذات الصلة. تم الاعتراف بشرعية الحكومة الأنغولية ورحب بتقديم المساعدة للحكومة لدعم العملية الديمقراطية والخطوات التي اتخذها بطرس غالي لتنفيذ خطة المساعدة الإنسانية الطارئة. وإذ أحاط القرار علماً بنية يونيتا عدم إعاقة إيصال المساعدات الإنسانية، حث الدول الأعضاء والوكالات المتخصصة التابعة للأمم المتحدة والمنظمات غير الحكومية على زيادة مساعدات الإغاثة الإنسانية لأنغولا.
وطلب المجلس كذلك من يونيتا أن تكفل إجلاء الرعايا الأجانب وأفراد أسرهم من هوامبو والمواقع الأخرى التي تحتلها يونيتا. وأدان الهجوم الذي شنته قوات يونيتا على قطار في 27 مايو / أيار 1993 في جنوب أنغولا وأسفر عن مقتل حوالي 100 شخص  باعتباره انتهاكًا للقانون الإنساني الدولي. وفي هذا الصدد، تم حث الطرفين على ضمان سلامة بعثة الأمم المتحدة الثانية للتحقق في أنغولا واحترام القانون الإنساني الدولي وضمان وصول المساعدة الإنسانية دون عوائق إلى السكان المدنيين، وأشاد بالأمين العام وممثله الخاص لإنشاء ممرات للمساعدة الإنسانية المتفق عليها.
واختتم القرار بمطالبة الأمين العام بتقديم تقرير عن التطورات في أنغولا بحلول 15 أيلول / سبتمبر 1993، وتقديم تقرير في أقرب وقت ممكن عن الآثار المالية المترتبة على رفع بعثة الأمم المتحدة الثانية للتحقق في أنغولا إلى قوامها الكامل على النحو المنصوص عليه في القرار 696 (1991).

## روابط خارجية
- نص القرار في undocs.org